# Bulbophyllum burttii
Bulbophyllum burttii là một loài phong lan thuộc chi Bulbophyllum.